# 高雄 (政治人物)
高雄（1955年3月—），男，汉族，山东荣成人，中华人民共和国政治人物，曾任广西壮族自治区人民政府副主席，广西壮族自治区公安厅厅长、党委书记、督察长，广西壮族自治区人大常委会副主任。